# Alliaria brachycarpa
Alliaria brachycarpa är en korsblommig växtart som beskrevs av Friedrich August Marschall von Bieberstein. Alliaria brachycarpa ingår i släktet löktravar, och familjen korsblommiga växter. Inga underarter finns listade i Catalogue of Life.